# 傅沇
傅沇，福建晋江人，明朝政治人物、進士出身。

## 生平
永樂十二年，福建甲午乡试中舉。永樂十三年，登乙未科進士，授宣烏縣知縣。